# دیزنی کاستومر پراداکتس
دیزنی کاستومر پراداکتس (انگلیسی: Disney Consumer Products) شرکت سرگرمی آمریکایی است، که در سال ۱۹۲۹ تأسیس شد.